# 飛行教育群 (第13飛行教育団)
第13飛行教育団飛行教育群（だい13ひこうきょういくだんひこうきょういくぐん）は、芦屋基地に所在する第13飛行教育団隷下の部隊である。

## 部隊編成
- 群本部
- 第1飛行教育隊
- 第2飛行教育隊

## 主要幹部
| 官職名                        | 階級    | 氏名   | 補職発令日     | 前職                                      |
| ----------------------------- | ------- | ------ | -------------- | ----------------------------------------- |
| 第13飛行教育団 飛行教育群司令 | 1等空佐 | 仙波浩 | 2016年04月01日 | 航空開発実験集団司令部研究開発部 計画課長 |

| 代 | 氏名       | 在職期間                         | 前職                                            | 後職                                   |
| -- | ---------- | -------------------------------- | ----------------------------------------------- | -------------------------------------- |
| 初 | 稲野菊一   | 年 月 日 - 年 月 日              |                                                 |                                        |
| ２ | 福島弘人   | 年 月 日 - 年 月 日              |                                                 |                                        |
| ３ | 木村利雄   | 0000年00月00日 - 1964年07月15日  |                                                 | 第16飛行教育団付                       |
| ４ | 自在丸庫一 | 0000年00月00日 - 0000年00月00日  |                                                 |                                        |
| ５ | 渥美二郎   | 1965年07月16日 - 1967年07月16日  | 偵察航空隊司令                                  | 第4航空団副司令                        |
| ６ | 江島進     | 1967年07月17日 - 0000年00月00日  | 飛行教育集団司令部教育部計画班長                |                                        |
| ７ | 神田玄黄   | 1969年02月17日 - 1971年02月15日  | 飛行教育集団司令部勤務                          | 第6航空団副司令                        |
| ８ | 秋山昌之   | 1971年02月16日 - 1972年02月15日  | 西部航空方面隊司令部勤務                        | 航空学生教育隊長                       |
| ９ | 稲川史朗   | 0000年00月00日 - 1974年01月31日  |                                                 | 航空学生教育隊長                       |
| 10 | 林昭男     | 0000年00月00日 - 1975年07月15日  |                                                 | 飛行教育集団司令部教育部計画班長       |
| 11 | 田中益夫   | 0000年00月00日 - 1978年03月15日  |                                                 | 保安管制気象団司令部防衛部長           |
| 12 | 西畑公弘   | 1978年03月16日 - 1979年03月15日  | 統合幕僚学校学校教官                            | 航空自衛隊幹部学校勤務                 |
| 13 | 小野澤忠男 | 1979年03月16日 - 1980年07月31日  | 航空幕僚監部副監察官                            | 自衛隊石川地方連絡部長                 |
| 14 | 井野英夫   | 1980年08月01日 - 1982年08月01日  | 南西航空混成団司令部勤務                        | 自衛隊石川地方連絡部長                 |
| 15 | 森田康介   | 1982年08月02日 - 1984年02月15日  | 航空自衛隊第5術科学校教務課長                   | 保安管制気象団飛行点検隊長             |
| 16 | 坂田勉     | 1984年02月16日 - 1985年07月31日  | 航空警務隊本部運用科長                          | 航空警務隊副司令                       |
| 17 | 井上正和   | 1985年08月01日 - 1987年07月31日  | 航空自衛隊幹部学校勤務                          | 航空自衛隊幹部学校勤務                 |
| 18 | 太田尚武   | 1987年08月01日 - 1989年03月15日  | 航空自衛隊幹部学校勤務                          | 統合幕僚学校学校教官                   |
| 19 | 村田和夫   | 1989年03月16日 - 1990年03月15日  | 統合幕僚学校学校教官                            | 飛行開発実験団飛行実験群司令           |
| 20 | 竹村義男   | 0000年00月00日 - 1991年07月31日  |                                                 | 航空自衛隊幹部学校勤務                 |
| 21 | 小川正己   | 1991年08月01日 - 1992年11月30日  | 航空幕僚監部技術部技術第2課勤務                 | 南西航空混成団司令部監察官             |
| 22 | 平岩善政   | 1992年12月01日 - 1994年07月31日  | 航空幕僚監部調査部調査第2課 情報第2班長         | 南西航空混成団司令部監察官             |
| 23 | 鈴木孝雄   | 1994年08月01日 - 1995年06月29日  | 中部航空方面隊司令部防衛部防衛課長              | 北部航空方面隊司令部防衛部長           |
| 24 | 西垣義治   | 1995年06月30日 - 1996年07月31日  | 航空幕僚監部防衛部防衛課勤務                    | 第6航空団飛行群司令                    |
| 25 | 諏訪吉信   | 1996年08月01日 - 0000年00月00日  | 航空教育集団司令部教育部 教育第2課長            |                                        |
| 26 | 重永雅     | 0000年00月00日 - 2001年07月31日  |                                                 | 航空安全管理隊教育研究部長             |
| 27 | 桃木正幸   | 2001年08月01日 - 2002年12月01日  | 航空幕僚監部防衛部運用課訓練調整官              | 第1航空団飛行群司令                    |
| 28 | 首藤勉     | 2002年12月02日 - 0000年00月00日  | 第12飛行教育団飛行教育群司令                    |                                        |
| 29 | 中嶋聰明   | 2003年12月01日 - 0000年00月00日  | 航空幕僚監部人事教育部人事計画課 募集班長       |                                        |
| 30 | 金田久生   | 0000年00月00日 - 2007年03月31日  |                                                 | 硫黄島基地隊司令 兼 硫黄島分屯基地司令 |
| 31 | 飯島正信   | 2007年04月01日 - 2008年07月31日  | 航空自衛隊幹部学校付                            | 第6航空団飛行群司令                    |
| 32 | 正岡順一郎 | 2008年08月01日 - 2010年03月31日  | 航空開発実験集団司令部研究開発部 計画課長       | 北部航空方面隊司令部監理監察官         |
| 33 | 黒田雅彦   | 2010年04月01日 - 2012年 7月31日  | 北部航空方面隊司令部防衛部防衛課長              | 南西航空混成団司令部監理監察官         |
| 34 | 野澤隆一   | 2012年 8月 1日 - 2014年 8月 ４日 | 航空幕僚監部防衛部次期戦闘機企画室 企画第１班長 | 南西航空混成団司令部防衛部防衛課長     |
| 35 | 丸山真人   | 2014年 8月 ５日 - 2016年03月31日 |                                                 | 航空自衛隊幹部学校勤務                 |
| 36 | 仙波浩     | 2016年04月01日 -                 | 航空開発実験集団司令部研究開発部 計画課長       |                                        |